# أوبورن (نيويورك)
أوبورن (بالإنجليزية: Auburn)‏ هي مدينة في ولاية نيويورك الأمريكية.
يبلغ عدد سكانها حسب تعداد سنة 2000: 28,574 نسمة. ويبلغ عددهم حسب تقدير 2007 حوالي:27,317 نسمة،
تأسست المدينة في عام 1793 من قبل الأمريكين الأوروبيين في فترة ما بعد الثورة لتسوية غرب نيويورك، وتم
تأسيسها على يد John L. Hardenbergh و هو محارب قديم شارك في الثورة الأمريكية .

## المناخ
يظهر الجدول التالي التغييرات المناخية على مدار السنة لأوبورن:
| البيانات المناخية لـأوبورن                                                 | البيانات المناخية لـأوبورن | البيانات المناخية لـأوبورن | البيانات المناخية لـأوبورن | البيانات المناخية لـأوبورن | البيانات المناخية لـأوبورن | البيانات المناخية لـأوبورن | البيانات المناخية لـأوبورن | البيانات المناخية لـأوبورن | البيانات المناخية لـأوبورن | البيانات المناخية لـأوبورن | البيانات المناخية لـأوبورن | البيانات المناخية لـأوبورن | البيانات المناخية لـأوبورن |
| الشهر                                                                      | يناير                      | فبراير                     | مارس                       | أبريل                      | مايو                       | يونيو                      | يوليو                      | أغسطس                      | سبتمبر                     | أكتوبر                     | نوفمبر                     | ديسمبر                     | المعدل السنوي              |
| -------------------------------------------------------------------------- | -------------------------- | -------------------------- | -------------------------- | -------------------------- | -------------------------- | -------------------------- | -------------------------- | -------------------------- | -------------------------- | -------------------------- | -------------------------- | -------------------------- | -------------------------- |
| الدرجة القصوى °ف (°م)                                                      | 65 (18)                    | 66 (19)                    | 85 (29)                    | 92 (33)                    | 94 (34)                    | 101 (38)                   | 100 (38)                   | 99 (37)                    | 99 (37)                    | 92 (33)                    | 78 (26)                    | 64 (18)                    | 101 (38)                   |
| متوسط درجة الحرارة الكبرى °ف (°م)                                          | 30.0 (−1.1)                | 32.1 (0.1)                 | 41.9 (5.5)                 | 54.1 (12.3)                | 67.2 (19.6)                | 76.1 (24.5)                | 80.8 (27.1)                | 78.4 (25.8)                | 70.7 (21.5)                | 58.9 (14.9)                | 46.7 (8.2)                 | 35.6 (2.0)                 | 56.0 (13.4)                |
| متوسط درجة الحرارة الصغرى °ف (°م)                                          | 12.0 (−11.1)               | 12.1 (−11.1)               | 21.9 (−5.6)                | 33.1 (0.6)                 | 44.8 (7.1)                 | 54.6 (12.6)                | 60.1 (15.6)                | 58.7 (14.8)                | 50.2 (10.1)                | 39.1 (3.9)                 | 29.9 (−1.2)                | 19.5 (−6.9)                | 36.3 (2.4)                 |
| أدنى درجة حرارة °ف (°م)                                                    | −23 (−31)                  | −32 (−36)                  | −14 (−26)                  | 12 (−11)                   | 26 (−3)                    | 33 (1)                     | 39 (4)                     | 39 (4)                     | 28 (−2)                    | 16 (−9)                    | 1 (−17)                    | −21 (−29)                  | −32 (−36)                  |
| الهطول إنش (مم)                                                            | 2.70 (69)                  | 2.28 (58)                  | 3.03 (77)                  | 3.24 (82)                  | 3.61 (92)                  | 4.37 (111)                 | 4.17 (106)                 | 3.69 (94)                  | 4.28 (109)                 | 3.82 (97)                  | 3.74 (95)                  | 3.42 (87)                  | 42.35 (1٬077)              |
| متوسط تساقط الثلوج إنش (سم)                                                | 34.8 (88)                  | 19.0 (48)                  | 15.3 (39)                  | 3.0 (7.6)                  | .9 (2.3)                   | 0 (0)                      | 0 (0)                      | 0 (0)                      | trace                      | .8 (2.0)                   | 7.9 (20)                   | 19.9 (51)                  | 101.6 (258)                |
| متوسط أيام هطول الأمطار (≥ 0.01 in)                                        | 18.5                       | 15.9                       | 13.6                       | 12.1                       | 13.6                       | 13.9                       | 11.2                       | 11.0                       | 13.2                       | 13.6                       | 13.5                       | 18.2                       | 168.3                      |
| متوسط الأيام المثلجة (≥ 0.1 in)                                            | 11.5                       | 8.2                        | 5.5                        | 1.3                        | .1                         | 0                          | 0                          | 0                          | 0                          | .4                         | 3.4                        | 8.5                        | 38.9                       |
| المصدر: NOAA (1971−2000), The Weather Channel (Precipitation and Extremes) |                            |                            |                            |                            |                            |                            |                            |                            |                            |                            |                            |                            |                            |

## التعليم
يوجد في المدينة 8 مدارس وهي من المدارس العامة، ويوجد مدارس كثيرة من ضمنها مدرسة الشرق الأوسط ومدرسة أوبورن وتقع في شارع فرانكلين

## أعلام
- ويلارد هوغلاند
- آني إديسون تايلور
- اريك آدامز
- جوزيف دورسي
- مارك جيندراك
- جيمس رايلي
- ويليام إتش كاربنتر
- هاري بارنز
- جيريمي مورين
- جاك رايت